# 緬克列河
緬克列河是俄羅斯的河流，屬於勒拿河的右支流，由薩哈共和國負責管轄，河道全長227公里（若以支流森恰河为源头计算则长402公里），流域面積約15,900平方公里，發源自上揚斯克山脈，河水主要來自融雪和雨水。